# محمد النهدي
محمد سعيد سالم النهدي مواليد 20 نوفمبر 1995 في السعودية، هو لاعب كرة قدم سعودي.

## مسيرة اللاعب
لعب في نادي العرض ونادي المجزل ونادي الساحل ونادي البكيرية ونادي ساجر.